# Cal·lifont (filòsof)
Cal·lifont (grec antic: Καλλιφῶν, llatí: Calliphon) va ser un filòsof grec deixeble d'Epicur. Ciceró el va condemnar diverses vegades als seus escrits, ja que el considerava la representació de la unió de l'home bo (la virtut, honestas) amb la bèstia (desig sexual voluptas). Sovint apareix mencionat juntament amb el filòsof Dinòmac, que defensava les mateixes doctrines.